# Naval Support Activity Naples
La Naval Support Activity Naples (in italiano stazione di supporto navale di Napoli), abbreviata NSA Naples, è una base militare della marina militare degli Stati Uniti d'America (United States Navy), situata presso l'aeroporto di Napoli-Capodichino.
Costituisce il quartier generale della U.S. Naval Forces Europe e della Sesta Flotta degli Stati Uniti.
La base si occupa del supporto alle unità navali statunitensi e del Comando Alleato Supremo in Europa. L'attività è sotto il controllo militare delle autorità italiane. 

## Storia

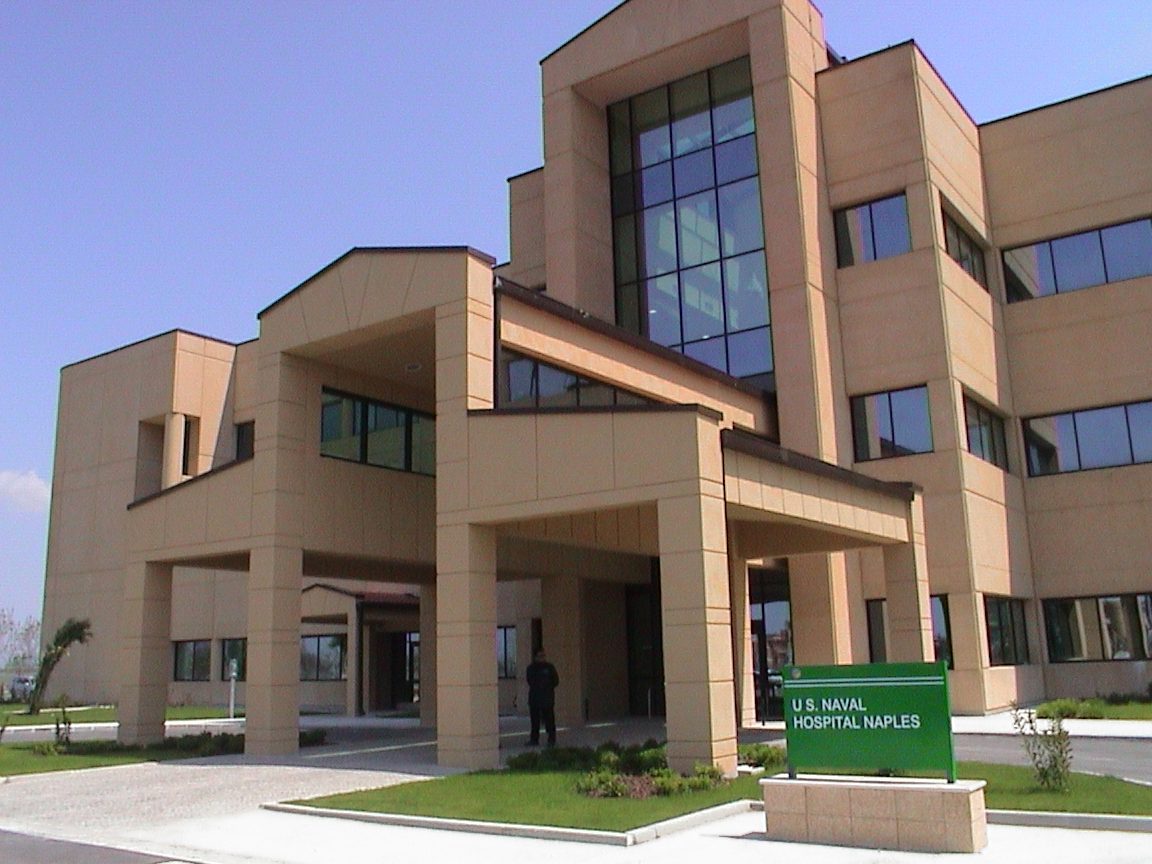
Ospedale Militare Navale nel 2003

Il 3 ottobre 1951 venne creata l'unità navale di terra denominata "Headquarters, Support Activities" per dare supporto alle Forze Alleate del Sud Europa, e successivamente alla Sesta Flotta.
Dall'agosto 1953, l'unità di supporto divenne ridenominata comando, comando subordinato, comando delle forze navali dell'Est Atlantico, Quartier Generale delle Attività di Supporto e quindi, nel novembre 1957, US Naval Activity Italy ed infine US Naval Activity Naples, come ufficializzato l'8 agosto 1966.
L'ospedale militare navale di Napoli (Naval Hospital Naples) venne istituito ad Agnano nel 1967 e successivamente trasferito a Gricignano di Aversa nell'aprile 2003. Nel 2005 il quartier generale della United States Naval Forces Europe venne trasferito da Londra a Napoli.
La Naval Support Activity a Gaeta, istituita nel 1967, divenne un distaccamento della NSA Naples nel febbraio 2006.
La base offre assistenza a circa 9500 persone tra personale statunitense e Nato, personale civile e i loro familiari. 

## Naval Computer and Telecommunications Station
A Napoli ha sede anche la Naval Computer and Telecommunications Station (NCTS Naples) che fornisce servizi di telecomunicazione (voce, video e dati) alla Marina degli Stati Uniti e ai suoi alleati. Ha due siti presidiati: C4I a Capodichino e SATCOM a Lago Patria.